# 拉里·罗登
拉里·罗登（英語：Larry Rhoden，1959年2月5日—）是美国政治人物及商人，自2025年起担任南达科他州第34任州长。
罗登是共和党人，曾于2001年至2009年及2017年至2019年担任州众议院议员，在2009年至2015年担任州参议院议员，并于2019年至2025年担任南达科他州第39任副州长。他在2014年参选联邦参议员，但在共和党初选中败给了最终获胜者迈克·朗兹。

## 早年生活
罗登出生并成长于一个农场，自幼便参与教堂的礼拜活动。他于1977年毕业于阳光圣经学院。高中毕业后，他于1978年至1985年在南达科他州国民警卫队服役。在孩子年幼时，他担任教堂受托人及当地学校董事会成员，并担任该地区Cenex董事会的领导者。

## 职业生涯
罗登于2001年至2008年间在南达科他州众议院任职，其中四年担任多数党领袖。任期结束后，罗登当选州参议员。罗登于2010年竞选参议院多数党领袖，但未能战胜拉塞尔·奥尔森。
罗登曾在农业与自然资源委员会及州事务委员会任职。他支持武装学校志愿者的法案，并提出了一项立法裁定，认为“开国元勋们自愿放弃了所有立法和行政权力，以规范枪支的持有与使用……并赋予公民个人权利。”

## 2014年联邦参议院候选人
在2014年，罗登竞选美国参议院席位，自称为“有限政府的保守派代言人”。他对堕胎、同性婚姻、所谓的“职业政客”、激进法官以及移民“大赦”持反对态度。此外罗登还签署了不增税的承诺，并表示支持取消为《患者保护与平价医疗法案》提供资金。
罗登在保守派组织RedState召开的会议上发表了讲话，批评了竞争对手迈克·朗兹在税收问题上的立场。在6月2日的初选中，朗兹以41,377票战胜罗登的13,393票。

## 南达科他州副州长 （2019年-2025年）

### 2018年州长选举
2018年6月20日，共和党州长候选人克丽丝蒂·诺姆宣布罗登将担任其竞选搭档。诺姆在谈及副州长的职能时表示：“我的做法可能与道加德和米歇尔斯有所不同……我认为副州长的角色不会像米歇尔斯那样显得尤为重要。我坚信州长必须做出某些决策，因此副州长的角色可能会比我们在上届政府中所见的更加传统。”

### 任内
罗登于2019年1月5日正式上任。2020年5月5日，南达科他州州长诺姆宣布农业部长金·万尼曼将于5月8日辞职，随即任命罗登为代理农业部长。2020年8月27日，诺姆宣布将农业部与环境与自然资源部合并为农业与自然资源部，并由亨特·罗伯茨担任部长，至此罗登的代理部长职务宣告结束。
在2020年6月20日的共和党州大会上，罗登、诺姆及司法部长贾森·拉文斯伯格共同当选南达科他州三位共和党总统选举人。

## 南达科他州州长（2025年至今）
在2024年11月，当选总统唐纳德·特朗普宣布提名克丽丝蒂·诺姆担任国土安全部长。2025年1月25日，诺姆在获得确认后辞去了南达科他州州长的职务，随后罗登在该州首席大法官史蒂文·R·詹森的主持下宣誓就职。他选择了托尼·芬赫伊担任副州长。2023年1月30日，南达科他州的参议院和众议院一致通过了对芬赫伊的副州长任命。

## 个人生活
罗登居住在南达科他州尤宁森特，他与妻子桑迪育有四名子女及七个孙辈。罗登是牧场主，他持有并经营者一家母牛犊养殖场，同时还做客制化焊接生意。